# Grand Champion
Grand Champion o Gran Campeón (también publicado como Mundial de Buddy en Alemania) es una película familiar del año 2002, protagonizada por Jacob Fisher, George Strait, Emma Roberts y Joey Lauren Adams, la película trata sobre un joven que necesita a su becerro "Hokey" para llegar a ser el Gran Campeón. La película tiene apariciones especiales tales como Bruce Willis y Julia Roberts, quienes aparecen durante la película.